# Aryna Sabalenka
Aryna Siarhiejeŭna Sabalenka (Bielorrusso: Арына Сяргееўна Сабаленка; Russo: Арина Сергеевна Соболенко, Arina Sergeyevna Sobolenko) é uma tenista profissional bielorrussa. Ela é a atual nº 1 do mundo no ranking da WTA em simples.
Sabalenka ganhou destaque em 2017, quando liderou, ao lado de Aliaksandra Sasnovich, o time bielorrusso na Fed Cup até a final, sendo que ambas estavam fora do top 75 na época. Em 2018, conquistou o primeiro WTA em New Haven e, por seus bons resultados durante o verão norte-americano, terminou o período entre as vinte melhores do mundo. Chegou a liderar o ranking de duplas em 2021, parte de uma série vitoriosa ao lado de Elise Mertens que incluiu 2 Grand Slams,  o US Open de 2019 e o Aberto da Austrália de 2021.
Em 28 de janeiro de 2023, conquistou seu primeiro título de simples em Grand Slams depois de derrotar Elena Rybakina por 2 sets a 1 na final do Australian Open.
A partir de 11 de setembro, Aryna Sabalenka passou a ser a 29ª tenista, e a segunda bielorrussa, a assumir a liderança do ranking mundial feminino de tênis.

## Início de vida e antecedentes
Aryna Sabalenka (em bielorrusso: Арына Сабаленка; em russo: Арина Соболенко) nasceu em 5 de maio de 1998 em Minsk, capital da Bielorrússia. Seu pai, Sergey (falecido em 2019), era jogador de hóquei. Aryna começou a jogar tênis por acaso. Ela disse: "Um dia, meu pai estava me levando para algum lugar no carro e, no caminho, viu quadras de tênis. Então ele me levou às quadras. Gostei muito e me diverti, foi isso. Foi assim que começou." Ela começou a treinar na National Tennis Academy em Minsk quando foi inaugurada em 2014.
Em 2015, a Federação de Tênis da Bielorrússia convenceu Sabalenka e sua equipe a se concentrar em jogar eventos profissionais de baixo nível em vez de torneios juniores, embora ela ainda fosse elegível para competir no nível júnior na época.

## Carreira júnior
Sabalenka teve um início tardio no ITF Junior Circuit, em vez de competir nos torneios U14 e U16 Tennis Europe ainda mais jovem. Ela não competiu na chave principal de nenhum evento da ITF até 2013 na Copa Tallink de baixo nível Grau 4 na Estônia aos 15 anos. No final das contas, ela nunca jogou nos torneios juniores do Grand Slam ou em qualquer outro evento de grau A e grau 1 de alto nível. Sem os níveis de pontos mais altos desses torneios maiores, ela teve uma classificação alta na carreira de apenas 225º lugar.
Sabalenka conquistou seu primeiro título da ITF em duplas na Alatan Tour Cup de nível mais baixo da 5ª série na Bielorrússia no final de 2013 com a compatriota Vera Lapko como sua parceira. Em 2014, ela se destacou nos eventos da 4ª série. Ela alcançou sua primeira final de simples no Estonian Junior Open em junho e ganhou seu primeiro título de simples na MTV Total Junior Cup na Finlândia em outubro. No final da temporada, Sabalenka defendeu o título de duplas da Alatan Tour Cup, desta vez com a compatriota Nika Shytkouskaya, e também conquistou o título de simples. Ela jogou apenas um torneio em 2015, o Campeonato Europeu Júnior. Como um evento de Grau B1, este foi o torneio júnior de nível mais alto em que ela jogou. Ela perdeu na segunda rodada para o cabeça-de-chave Markéta Vondroušová.

## Carreira profissional

### 2012–2016: Top 200, estreia na Fed Cup
Sabalenka começou a jogar no "ITF Women's Circuit" em 2012, antes mesmo de competir no Circuito ITF Júnior. Seus primeiros cinco torneios foram em sua cidade natal, Minsk, e se estenderam por dois anos, mas ela não venceu uma partida da chave principal em nenhum deles. Ela venceu sua primeira partida profissional em chave principal no final de 2014 em Istambul. Na temporada seguinte, em outubro, ela conquistou seus dois primeiros títulos em semanas consecutivas em Antalya, ambos no nível de US$ 10 000. Sabalenka também chegou à um título de US$ 25 000 na última semana de 2015. Este desempenho a colocou no top 300 do ranking WTA pela primeira vez no início de 2016. Naquele ano, ela fez sua estreia na Fed Cup em abril, perdendo sua única partida. Ela também ganhou seus dois maiores títulos até aquele momento no nível de US$ 50 000. A primeira em Tianjin [en] a colocou entre as 200 primeiras em maio e a segunda na cidade de Toyota [en] em novembro a ajudou a terminar o ano na 137ª posição do mundo.

### 2017: Heroísmo na Fed Cup, título WTA 125, Top 100

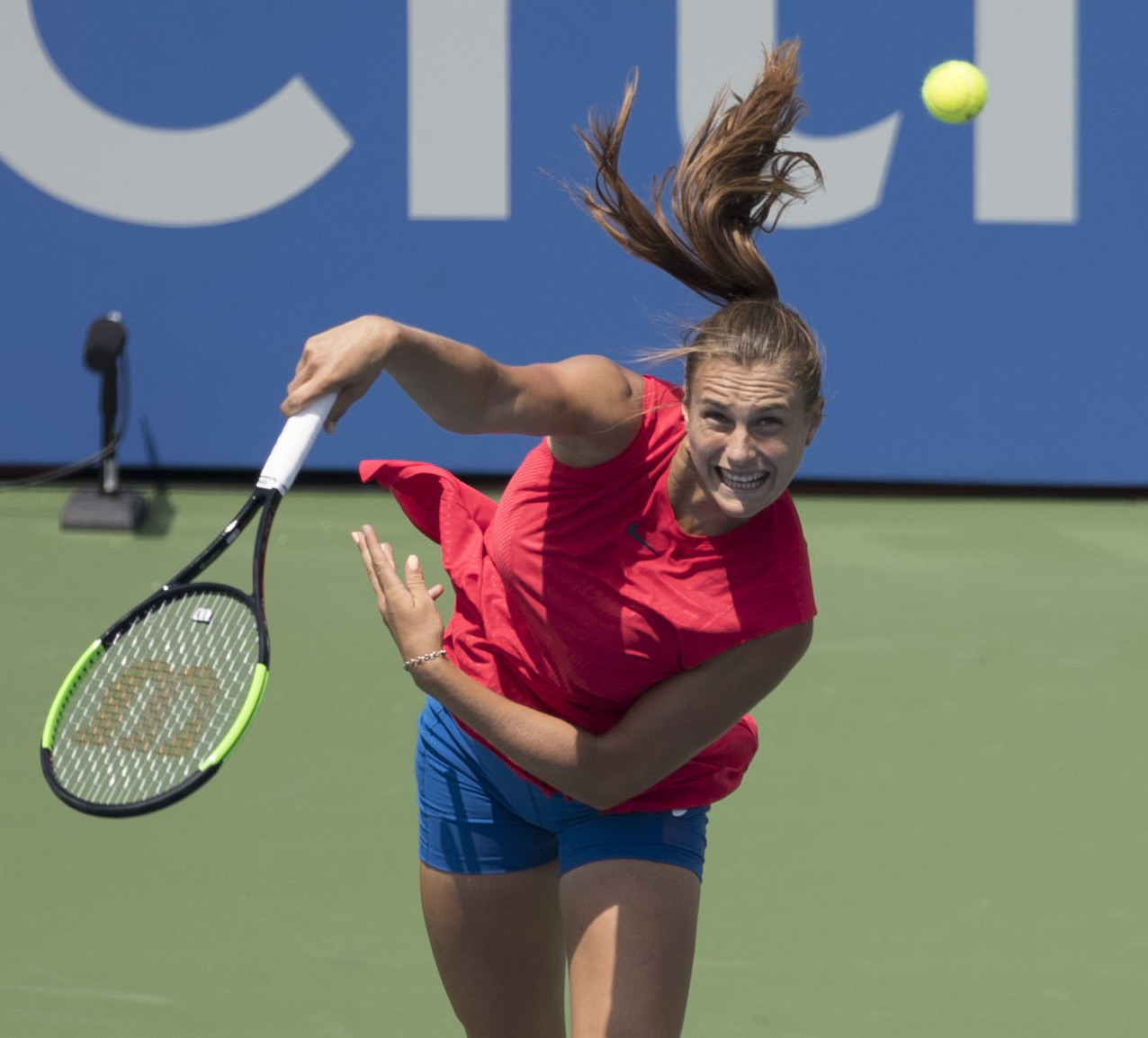
Sabalenka efetuando um saque, 2017.

Apesar de algum sucesso no início da temporada na Fed Cup, Sabalenka teve um início de ano tranquilo. Ela jogou em sua primeira chave principal do WTA Tour em fevereiro, vinda da qualificatória no Dubai Open; no entanto, ela não venceu sua primeira partida em chave principal do WTA Tour até Wimbledon em julho. Em sua estreia no Grand Slam, ela novamente alcançou a chave principal passando pela qualificatória e derrotou Irina Khromacheva na primeira rodada. Sabalenka seguiu essa conquista com outra vitória sobre a nº 34, Lauren Davis, no Washington Open, vice-campeã de 2016 e a jogadora com melhor classificação que ela havia derrotado na época.
Depois de perder na qualificatória no US Open, Sabalenka alcançou sua primeira semifinal WTA no Tashkent Open, derrotando a terceira cabeça de chave e número 53 do mundo, Tatjana Maria, ao longo do caminho. Algumas semanas depois, ela entrou no Tianjin Open como a 119ª colocada no ranking mundial, mas conseguiu chegar à sua primeira final de torneio WTA. Lá, ela enfrentou seu ídolo de infância Maria Sharapova, mas acabou perdendo em dois sets apertados. Com esse desempenho, ela subiu para a 76ª posição no ranking, entrando no top 100 pela primeira vez. Depois de perder uma final apertada da Fed Cup para os Estados Unidos, Sabalenka terminou a temporada ganhando o maior título de sua carreira na época no Mumbai Open [en], um evento WTA 125. O título a consolidou na 73ª posição do ranking no final do ano.

### 2018: Revelação do Ano, título em Premier 5

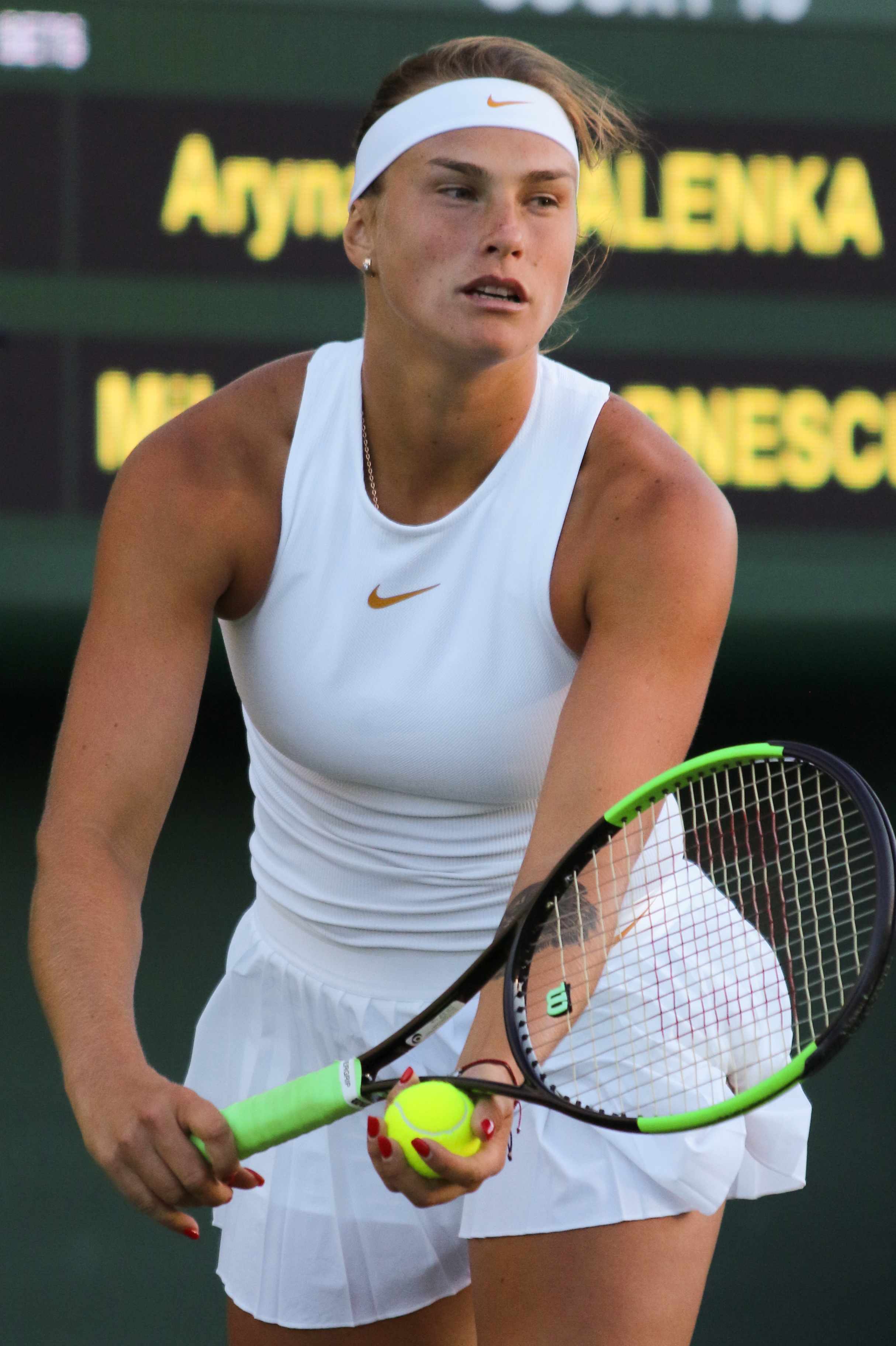
Sabalenka em Wimbledon, 2018.

Depois de jogar relativamente poucos eventos WTA em 2017, Sabalenka utilizou sua classificação mais alta para jogar exclusivamente no WTA Tour em 2018. Ela chegou a duas quartas de final no início do ano, mas perdeu sua partida da primeira rodada no Australian Open para a australiana e número 18 do mundo, Ashleigh Barty. Ela então venceu suas primeiras partidas em um torneio Premier com uma aparição na terceira rodada no Indian Wells Open antes que a temporada de quadra dura do início do ano chegasse ao fim, incluindo uma vitória sobre a nº 19, Svetlana Kuznetsova.
Sabalenka começou a temporada em quadra de saibro alcançando a segunda final de sua carreira no Ladies Open Lugano, onde terminou como vice-campeã, perdendo para a 20ª do mundo, Elise Mertens. Este sucesso a colocou no top 50 pela primeira vez. No entanto, ela não venceu outra partida pelo resto da temporada em quadra de saibro, incluindo uma derrota na primeira rodada para a nº 22, Kiki Bertens, no Aberto da França. Sabalenka teve resultados mais fortes na grama, jogando em torneios preparatórios durante cada uma das três semanas antes de Wimbledon. Ela chegou às quartas de final no Rosmalen Grass Court Championships e à final no Eastbourne International de nível Premier. Nesse último evento, ela venceu cinco partidas consecutivas de três sets, incluindo três contra as 20 melhores adversárias e sua primeira vitória entre as dez primeiras contra a defensora do título e número 7 do mundo, Karolína Plíšková. Sabalenka perdeu a final para a número 2 do mundo, Caroline Wozniacki.
 Pelo terceiro Grand Slam consecutivo, ela foi eliminada na primeira rodada em Wimbledon.
Durante a temporada de verão em quadra dura norte-americana, Sabalenka continuou a subir no ranking. Nos dois torneios Premier 5, ela alcançou a terceira rodada no Canadian Open e as semifinais no Cincinnati Open. No primeiro, ela vingou sua derrota anterior para o número 2 do mundo, Wozniacki, pela maior vitória de sua carreira, acertando 64 "winners" durante a partida. No último, ela registrou mais duas vitórias entre as dez primeiras sobre a nº 8 Plíšková e a nº 5 Caroline Garcia antes de perder para a nº 1 do mundo, Simona Halep. Apenas uma semana depois, Sabalenka ganhou seu primeiro título do WTA Tour no nível Premier, o Connecticut Open com vitórias sobre a número 9 do mundo, Julia Görges, na semifinal, e Carla Suárez Navarro na final. Jogando pela quarta semana consecutiva, ela fechou esta parte da temporada com seu melhor resultado em um torneio do Grand Slam até aquele momento, chegando à quarta rodada do US Open. Em particular, ela derrotou a número 5 do mundo, Petra Kvitová, na terceira rodada antes de perder para a eventual campeã, Naomi Osaka. Ela foi a única jogadora a vencer um set contra Osaka no torneio.
Após o US Open, Sabalenka conquistou sua primeira cabeça de chave N° 1 no Tournoi de Québec, mas perdeu sua primeira partida. Mesmo assim, ela venceu o Wuhan Open de nível Premier 5, o maior título de sua carreira. Durante o evento, ela derrotou a nº 6 Elina Svitolina na segunda rodada e não perdeu um set em nenhuma das últimas quatro partidas. Na semana seguinte, Sabalenka chegou às quartas de final do China Open, uma sequência que incluiu uma vitória sobre a atual campeã e número 4, Caroline Garcia, por sua oitava vitória entre as dez primeiras da temporada. Esse sucesso na China a ajudou a subir para a 11ª posição no mundo. No final da temporada, Sabalenka se classificou para o WTA Elite Trophy, onde foi agrupada com Garcia e Ashleigh Barty. Ela derrotou Barty para abrir o grupo, mas perdeu para Garcia na partida final do grupo. Barty, tendo derrotado Garcia com menos games perdidos, avançou no grupo pelos critérios de "tiebreak", encerrando a temporada de Sabalenka. No entanto, ela foi nomeada a "WTA Newcomer of the Year" por seu excelente desempenho em seu primeiro ano completo no WTA Tour.

### 2019: Estreia entre as Top 10 em simples, número 2 do mundo em duplas

#### Simples: Elite Trophy, três títulos na China no total

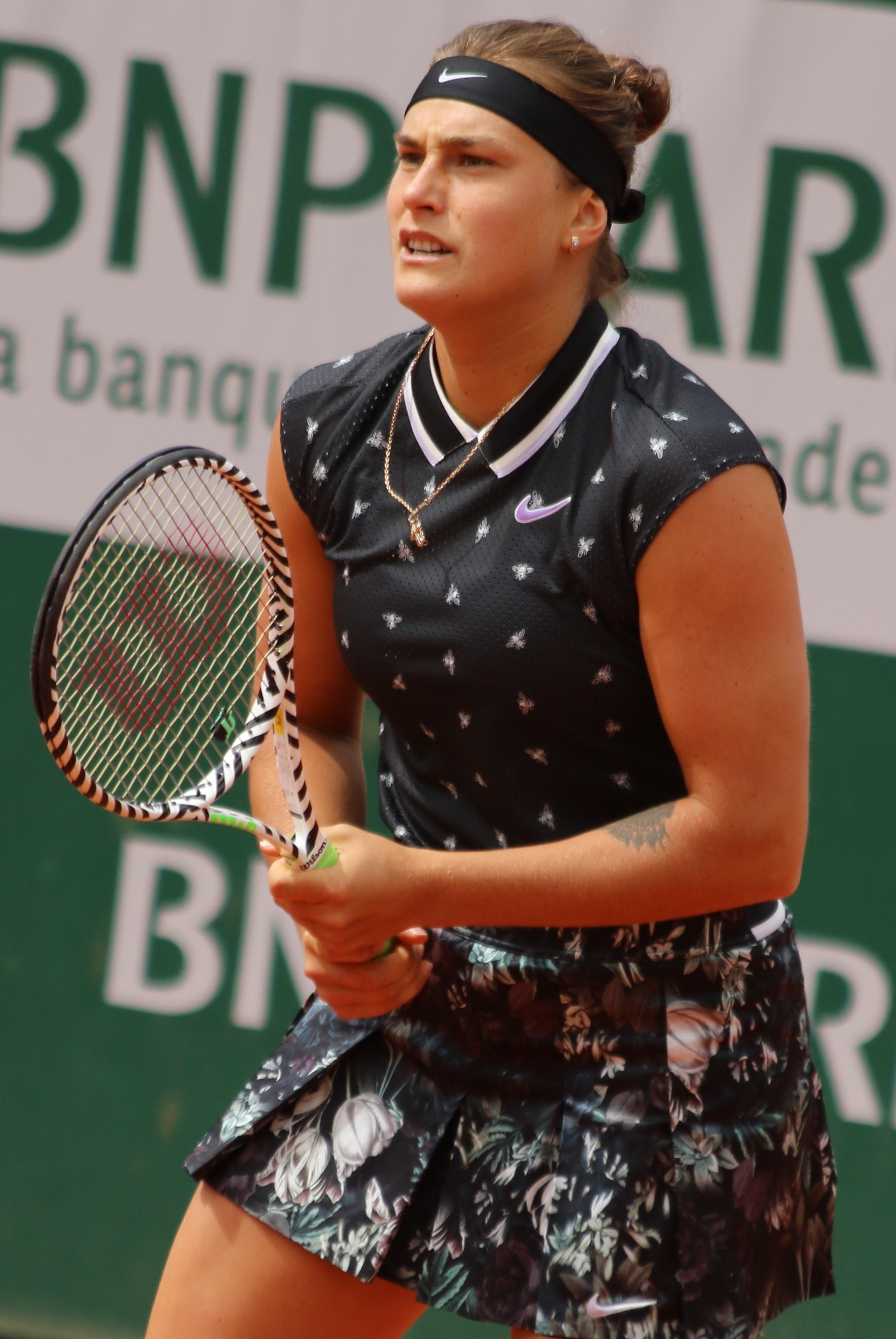
Sabalenka em Roland Garros, 2019.

Embora Sabalenka tenha participado mais uma vez nos torneios do Grand Slam, ela terminou o ano com a mesma classificação de final de ano de 2018 com a força de três títulos, todos na China. Ela começou a temporada ganhando seu terceiro título WTA na carreira no Shenzhen Open, derrotando Alison Riske na final em uma partida apertada de três sets. Devido aos atrasos da chuva nas rodadas anteriores, ela precisou jogar tanto a semifinal quanto a final no último dia do torneio. No entanto, ela não conseguiu aproveitar esse sucesso no restante do primeiro semestre do ano. Sabalenka perdeu para Amanda Anisimova, de 17 anos, em dois sets no Australian Open e no Aberto da França na terceira e segunda rodadas, respectivamente. Ela era considerada a terceira favorita ao título no Australian Open. No entanto, ela fez sua estreia no top 10 após o evento. Sabalenka se saiu pior em Wimbledon, perdendo sua partida de abertura para a No. 139 Magdaléna Rybáriková. No período entre os torneios do Grand Slam, o melhor resultado de Sabalenka foi uma derrota na semifinal para a nº 8, Kiki Bertens, no St. Petersburg Trophy de nível Premier em fevereiro. Ela também fez a quarta rodada no Indian Wells Open. Seu melhor resultado no saibro foi uma semifinal no Internationaux de Strasbourg em maio.
Sabalenka teve uma segunda metade da temporada melhor. Em seu primeiro torneio após Wimbledon, ela terminou como vice-campeã para Zheng Saisai no Silicon Valley Classic, um evento de nível Premier. Ela não teve um bom desempenho no torneio Premier 5 em agosto ou no US Open, perdendo na segunda rodada do último torneio Grand Slam do ano. Sabalenka voltou à China após o US Open e produziu três bons resultados em quatro eventos. Depois das quartas de final no Zhengzhou Open, ela defendeu seu título no Premier 5 Wuhan Open. Durante o evento, ela derrotou a nº 8 Kiki Bertens na terceira rodada e a nº 1 Ashleigh Barty nas semifinais, sua primeira vitória sobre a então jogadora nº 1 do mundo. Ela venceu a final sobre Alison Riske. No final da temporada, Sabalenka se classificou para o WTA Elite Trophy pelo segundo ano consecutivo. Ela passou bem pelo seu grupo round-robin suplantando Maria Sakkari e sua parceira de duplas Elise Mertens. Nas eliminatórias, Sabalenka derrotou Karolína Muchová e Bertens pelo quinto título de sua carreira e o terceiro título do ano na China.

#### Duplas: Campeã do US Open e Sunshine Double
Sabalenka começou o ano em 73º lugar em duplas. Ela começou a parceria com Elise Mertens em janeiro, quando a dupla perdeu para as cabeças-de-chave Barbora Krejcíková e Katerina Siniaková na terceira rodada do Australian Open. Elas tiveram sucesso em março nos dois torneios "Premier Mandatory". Em apenas seu segundo torneio juntas, Sabalenka e Mertens venceram o Indian Wells Open. Elas derrotaram três das cinco primeiras cabeças de chave do evento, incluindo as cabeças de chave N° 2 Tímea Babos e Kristina Mladenovic na primeira rodada e as cabeças de chave N° 1 Krejcíková e Siniaková na final. A dupla igualou esse sucesso em seu próximo evento ao vencer o Miami Open para completar o "Sunshine Double". Elas derrotaram três das seis primeiras cabeças de chave, incluindo as cabeças de chave N° 3 Hsieh Su-wei e Barbora Strýcová na segunda rodada. Elas venceram a final contra Samantha Stosur e Zhang Shuai, as cabeças de chave N° 6. Com esses dois títulos, Sabalenka subiu para a 21ª posição no mundo.
Sabalenka e Mertens continuaram a fazer parceria ao longo do ano, participando de onze eventos antes dos campeonatos de final de ano. Enquanto Sabalenka não teve muito sucesso nos eventos individuais do Grand Slam, ela produziu resultados muito melhores em duplas. Sabalenka e Mertens chegaram às semifinais no Aberto da França, perdendo para as cabeças de chave N° 2 Babos e Mladenovic. Elas então chegaram às quartas de final em Wimbledon, perdendo para as cabeças de chave N° 3 Hsieh e Strýcová. Estas foram as duas primeiras aparições de Sabalenka pelo menos nas quartas de final em um evento do Grand Slam. Sabalenka e Mertens tiveram seu melhor resultado do ano no US Open. Como cabeças de chave N° 4 do evento, elas chegaram à final sem ter que enfrentar outro time das dez primeiras colocadas. Na final, enfrentaram as cabeças dechave N° 8 Victoria Azarenka e Ashleigh Barty, a última das quais havia conquistado o título um ano antes com CoCo Vandeweghe. Sabalenka e Mertens derrotaram Azarenka e Barty em dois sets para seu primeiro título de Grand Slam em qualquer disciplina. Com este título, Sabalenka fez sua estreia no top 10 em duplas na 6ª posição do mundo.
Sabalenka e Mertens fizeram mais uma final durante o ano, terminando como vice-campeãs no Wuhan Open, onde Sabalenka conquistou o título de simples. Seus três grandes títulos as ajudaram a vencer a "corrida" para Shenzhen e se classificar para o WTA Finals como primeiras colocadas. Antes do evento, Sabalenka e Mertens subiram para o número 2 e número 3 no ranking, respectivamente, atrás apenas da número 1 do mundo, Barbora Strýcová. No WTA Finals, a dupla foi colocada em um grupo round robin com as cabeças de chave N° 3 Babos e Mladenovic, as as cabeças de chave N° 5 Chan Hao-ching e Latisha Chan, bem como as cabeças de chave N° 8 Anna-Lena Grönefeld e Demi Schuurs. Em sua partida de abertura, elas foram derrotados por Grönefeld e Schuurs no tiebreak. Depois de derrotar as irmãs Chan, Sabalenka e Mertens perderam para Babos e Mladenovic em outro tiebreak e não avançaram em seu grupo.

### 2020: Três títulos WTA, Top 10 no final do ano
Sabalenka continuou após sua alta no final da temporada anterior ao chegar às semifinais em Adelaide. Ela veio de uma desvantagem de 3-5 no set final contra Hsieh Su-wei antes de passar por Bernarda Pera e surpreender a segunda cabeça de chave Simona Halep, contra quem ela nunca havia vencido um set antes, em dois sets. Ela então perdeu em dois sets para a eventual vice-campeã Dayana Yastremska. Apesar do bom início de temporada, ela foi derrotada por Carla Suárez Navarro em dois "tiebreaks" na primeira rodada do Australian Open. Em duplas, ela teve um sucesso moderado com Mertens chegando às quartas de final, antes de perder para as irmãs Chan. Seu próximo torneio foi o Dubai Tennis Championships, onde ela chegou às quartas de final com vitórias sobre Maria Sakkari e sobre a parceira de duplas Mertens. Lá ela enfrentou Simona Halep. Apesar de vencer o primeiro set, ela não conseguiu repetir a virada anterior, caindo para a eventual campeã em três sets. Ela se recuperou no Qatar Open, chegando à final com vitórias sobre Anett Kontaveit, Maria Sakkari, Zheng Saisai e Svetlana Kuznetsova. Na final, ela derrotou Petra Kvitová em dois sets para reivindicar seu terceiro título Premier-5.
Depois que o tênis foi retomado em agosto (havia sido paralisado devido à pandemia de COVID-19), ela foi a segunda cabeça de chave em Lexington, onde sobreviveu a Madison Brengle em três sets, mas depois caiu em um "thriller" de três sets para Coco Gauff, então com 16 anos. Seus resultados continuaram a decepcionar, já que, como 5ª cabeça de chave, ela caiu na segunda rodada de Cincinnati e Nova York para Jessica Pegula e uma ressurgente Victoria Azarenka. Ela teve sucesso moderado em duplas chegando às quartas de final de ambos os eventos. Seus resultados em simples começaram a melhorar no saibro quando ela chegou às semifinais em Estrasburgo e à terceira rodada do Aberto da França perdendo para Elina Svitolina e Ons Jabeur, respectivamente. Essa foi a última derrota de Sabalenka na temporada. Em Ostrava, ela veio de 5–2 na decisão para vingar sua derrota em Lexington para Gauff e perdeu os primeiros dez games de sua partida das quartas de final contra Sara Sorribes Tormo antes de vencer os próximos doze para vencer a partida. Na final, ela vingou a derrota no US Open para Azarenka, derrotando a compatriota em dois sets. Ela também conquistou o título de Linz ao derrotar Elise Mertens na final. Isso deu a Sabalenka o primeiro final de ano entre as 10 primeiras em sua carreira.

### 2021: Nº 1 do mundo em duplas, duas semifinais em Majors, Nº 2 do mundo em simples

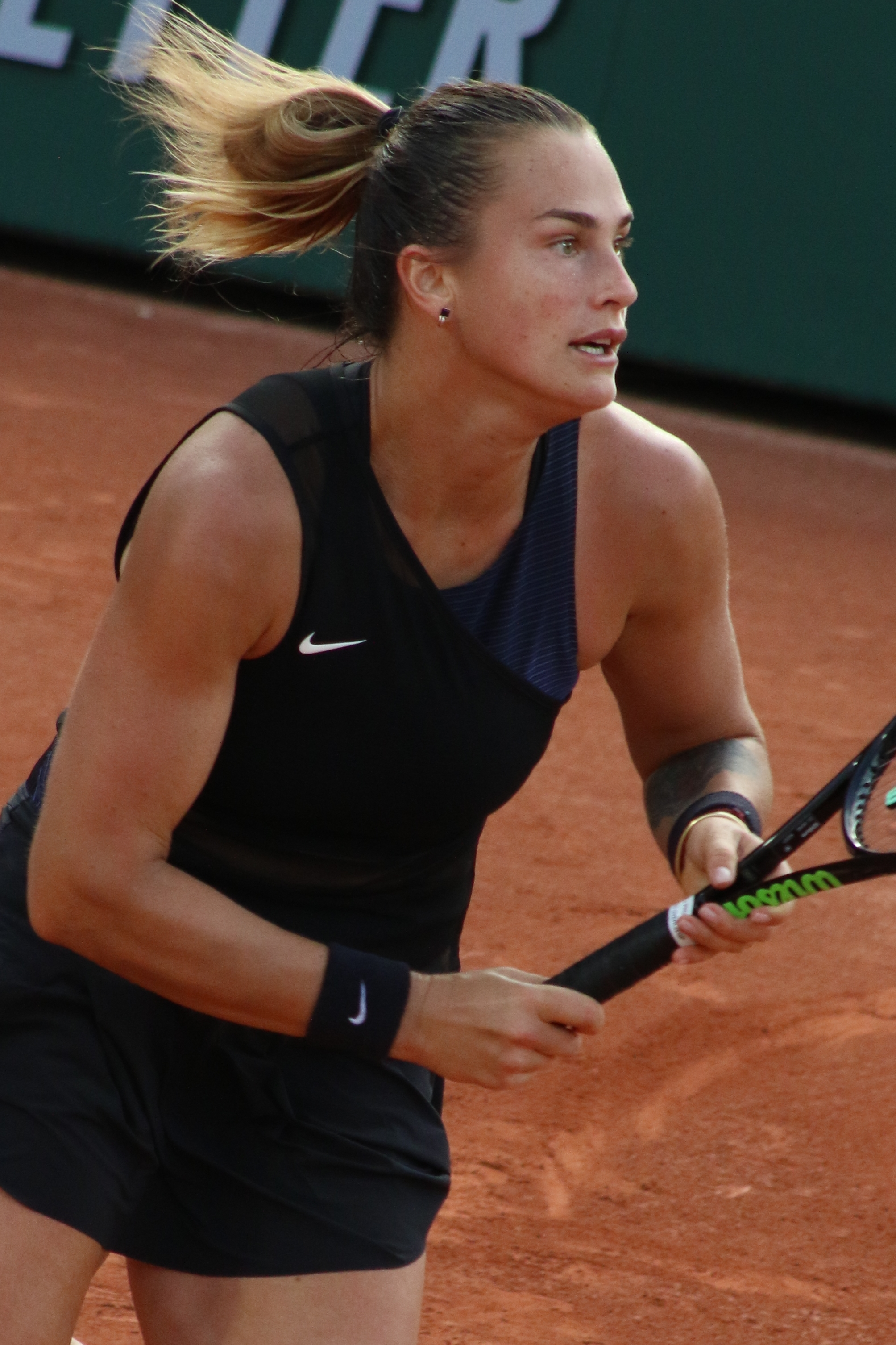
Sabalenka em Roland Garros, 2021.

Sabalenka entrou em 2021 com uma sequência de nove vitórias consecutivas e participou de seu primeiro torneio do ano no Abu Dhabi Open como a quarta cabeça-de-chave. Ela derrotou Polona Hercog em dois sets, voltando de uma desvantagem de 5–2 no primeiro set, e então derrotou Ajla Tomljanović e Ons Jabeur para chegar às quartas de final, da mesma forma em dois sets. Ela derrotou Elena Rybakina nas quartas de final, onde perdeu seu primeiro set da semana, antes de derrotar Maria Sakkari, em dois sets. Na final, Sabalenka derrotou a estreante finalista Veronika Kudermetova, em dois sets, perdendo apenas quatro games no total. A campanha para o título em Abu Dhabi estendeu sua sequência de vitórias para 15 partidas e a catapultou para um novo ranking de No. 7.
Sabalenka foi para o Australian Open procurando chegar às quartas de final de simples de um Grand Slam pela primeira vez em sua carreira. Ela foi derrotada na quarta rodada pela 23 vezes campeã do Grand Slam, Serena Williams, em três sets. Sabalenka venceu a competição de duplas com Elise Mertens. Em virtude da conquista do título, Sabalenka ascendeu ao primeiro lugar mundial no ranking de duplas pela primeira vez em sua carreira, em 22 de fevereiro de 2021.
Como defensora do título no Qatar Open em Doha, e depois de ficar de "bye" na primeira rodada, Sabalenka foi derrotada em sua primeira partida pelo eventual finalista Garbiñe Muguruza, em três sets. No Dubai Tennis Championships, em seu primeiro torneio desde que se tornou a número 1 em duplas, Sabalenka e Mertens se despediram na primeira rodada, perdendo a partida de abertura para Jessica Pegula e Bethanie Mattek-Sands. Sabalenka chegou às quartas de final no evento de simples, derrotando o 15º cabeça-de-chave Anett Kontaveit ao longo do caminho, antes de perder para Muguruza pela segunda vez em duas semanas, novamente em três sets.
Sabalenka conquistou o título no Madrid Open, onde enfrentou Ashleigh Barty na partida do campeonato. Foi uma revanche da final do Porsche Tennis Grand Prix, duas semanas antes, quando Sabalenka enfrentou sua vencedora, a número 1 mundial Ashleigh Barty. Como resultado de seu quarto título WTA 1000, ela entrou no top 5 do ranking de simples no 4º lugar mundial.
Sabalenka e a compatriota Victoria Azarenka venceram o evento de duplas no Aberto da Alemanha, derrotando a dupla Demi Schuurs e Nicole Melichar.
Como segunda cabeça de chave em Wimbledon, Sabalenka alcançou sua primeira quartas de final e semifinal em um torneio do Grand Slam, derrotando a 18ª cabeça-de-chave Elena Rybakina em três sets e a 21ª cabeça-de-chave Ons Jabeur em dois sets, respectivamente. Ela então perdeu a partida da semifinal contra Karolina Pliskova em três sets. Como resultado de seu desempenho em Wimbledon, ela alcançou a classificação mais alta de sua carreira, ocupando o terceiro lugar no ranking mundial de simples da WTA. Sabalenka se tornou a terceira mulher bielorrussa a chegar às semifinais de Wimbledon, seguindo Natasha Zvereva em 1998 e Victoria Azarenka em 2011 e 2012.
Sabalenka continuou sua temporada no Aberto do Canadá em Montreal. Ela chegou às semifinais, mas perdeu para Karolína Plíšková, em dois sets. Ela então perdeu sua primeira partida contra Paula Badosa no Cincinnati Open. Apesar da derrota, Sabalenka alcançou o segundo lugar no ranking mundial, o melhor de sua carreira.
No US Open, Sabalenka alcançou sua segunda semifinal importante consecutiva (e a segunda no geral) após vitórias sobre Danielle Collins, Elise Mertens e Barbora Krejčíková. Na semifinal, ela perdeu para Leylah Fernandez em três sets.
Devido a um teste positivo para COVID-19, Sabalenka não pôde jogar em Indian Wells.

### 2022: Finalista do WTA Finals, segunda semifinal do US Open
Sabalenka começou sua temporada no Adelaide International 1 como a segunda cabeça de chave. Após ficar de "bye" na primeira rodada, Sabalenka perdeu na segunda em dois sets para Kaja Juvan. Sabalenka fez 18 duplas faltas para cinco aces. Em seguida, Sabalenaka recebeu um "wild card" para entrar no Adelaide International 2 e foi cabeça-de-chave, mas perdeu sua primeira rodada para uma vinda da classificatória, a número 93 do mundo, Rebecca Peterson, em três sets. Mais uma vez, Sabalenka teve problemas com seu saque, registrando 21 duplas faltas na partida.
Ela entrou no Australian Open como segunda cabeça-de-chave. Os problemas de saque de Sabalenka continuaram, mas ela conseguiu vencer em três sets contra a número 128 do mundo Storm Sanders, a número 100 Wang Xinyu e a número 41 Markéta Vondroušová para avançar para a quarta rodada pela segunda vez em sua carreira. Ela enfrentou a "matadora de gigantes" Kaia Kanepi, que derrotou a 16ª cabeça-de-chave Angelique Kerber na primeira rodada. Kanepi venceu em uma partida apertada de três sets, que terminou em um tiebreak muito disputado no terceiro set. Sabalenka conseguiu salvar quatro match points durante a partida, mas também cometeu 15 duplas faltas contra quatro de Kanepi.
Ela encontrou uma melhor forma chegando às quartas de final no Qatar Open derrotando Alizé Cornet e Jil Teichmann, antes de perder para a eventual campeã Iga Świątek nas semifinais. Após eliminações iniciais em Indian Wells, Miami e Charleston, ela alcançou sua primeira final de 2022 no Women's Stuttgart Open, derrotando Bianca Andreescu, a número 6 do mundo Anett Kontaveit e Paula Badosa, a nova número 2 do mundo, e em seguida perdendo para a número 1 do mundo, Iga Świątek, novamente. Entrando como defensora do título no Madrid Open, Sabalenka foi batida por Amanda Anisimova na primeira rodada. No Internazionali d'Italia, depois de derrotar Zhang Shuai, Amanda Anisimova e Jessica Pegula, ela perdeu para Świątek nas semifinais pela terceira vez em 2022. No Aberto da França, Sabalenka perdeu na terceira rodada para Camila Giorgi, em três sets.
Sabalenka começou a temporada em quadra de grama no Libéma Open como cabeça-de-chave, onde chegou à final, perdendo para Ekaterina Alexandrova. Ela então entrou no Aberto da Alemanha como a terceira cabeça-de-chave, mas perdeu na primeira rodada para Veronika Kudermetova. Quando Wimbledon decidiu  banir os jogadores russos e bielorrussos, Sabalenka foi proibida de participar do evento devido à crise em andamento na Ucrânia, interrompendo sua temporada de grama. Ela abriu a campanha em quadra dura dos Estados Unidos no Silicon Valley Classic, perdendo para Daria Kasatkina nas quartas de final. Ela então jogou o Aberto do Canadá, perdendo para Coco Gauff na terceira rodada. Seu melhor resultado desde Stuttgart veio no Cincinnati Open, onde como sexta cabeça-de-chave, ela chegou às semifinais, derrotando Anna Kalinskaya, Shelby Rogers e Zhang Shuai antes de perder para a eventual campeã Caroline Garcia em três sets. Ela então fez sua melhor campanha da temporada no US Open. Como sexta cabeça de chave, ela derrotou Catherine Harrison [en], Kaia Kanepi, Clara Burel, a 19ª cabeça de chave Danielle Collins e 22ª cabeça de chave e ex-nº 1 mundial Karolína Plíšková para chegar às semifinais, igualando seu melhor resultado anterior em 2021. Em sua partida da segunda rodada contra Kanepi, Sabalenka voltou de 6–2, 5–1 contra para vencer em três sets, salvando dois match points contra ela no processo. Nas semifinais, ela foi derrotada pela número 1 do mundo, Iga Świątek, pela quarta vez na temporada.
No San Diego Open, Sabalenka derrotou Sloane Stephens em três sets antes de perder para Donna Vekić nas quartas de final. Ao receber um "bye" na primeira rodada em Guadalajara, ela perdeu para Liudmila Samsonova na segunda. No entanto, ela conseguiu se classificar para o WTA Finals pelo segundo ano consecutivo. Lá, ela chegou à final, derrotando a nº 3 mundial Jessica Pegula e a nº 2 Ons Jabeur na fase round robin, e a nº 1 Iga Swiatek nas semifinais, mas em seguida, perdeu para Caroline Garcia em dois sets. Ela se tornou a quarta mulher a derrotar as 3 melhores jogadoras no mesmo torneio, juntando-se a Steffi Graf (1999 Roland Garros), Serena Williams (2002 Miami Open) e Venus Williams (2008 WTA Finals).

### 2023: Campeã do Australian Open e número 1 do mundo

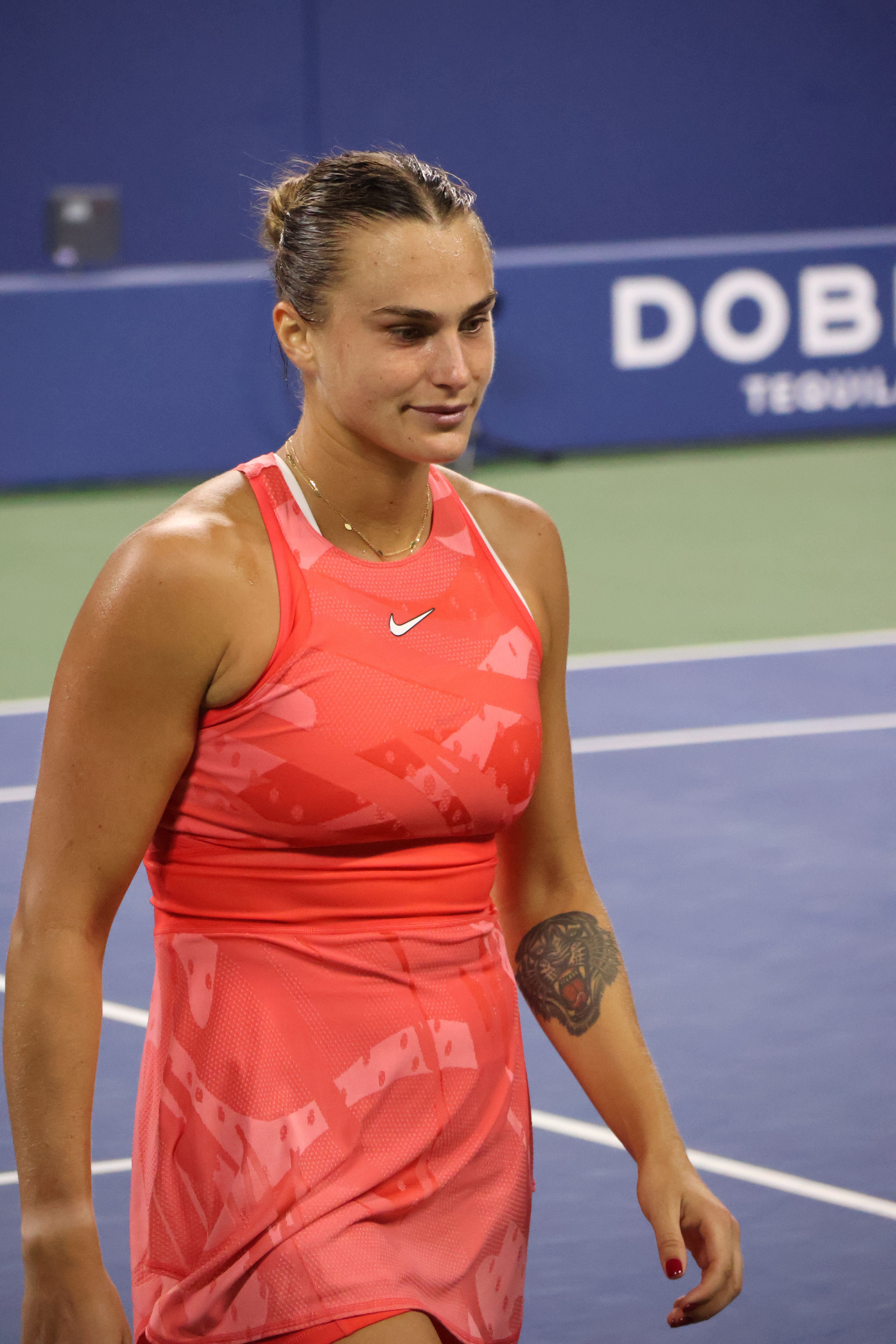
Sabalenka no US Open, 2023.

Sabalenka entrou em Adelaide 1 como segunda cabeça de chave. Ela alcançou sua primeira final da temporada ao derrotar Liudmila Samsonova, Markéta Vondroušová, Irina-Camelia Begu no caminho. Em seguida, ela derrotou a adolescente tcheca Linda Nosková para ganhar seu primeiro título desde Madrid 2021 e o 11º título WTA da carreira sem perder um set durante toda a semana.
Sabalenka entrou no Australian Open como 5ª cabeça-de-chave e uma das candidatas ao título. Ela derrotou Tereza Martincová, Shelby Rogers, a ex-parceira de duplas e 26ª cabeça-de-chave Elise Mertens, e a campeã do Adelaide 2 da semana anterior, nº 10 do mundo Belinda Bencic, para chegar às quartas de final do Australian Open pela primeira vez. Ela então venceu Donna Vekić e alcançou sua quarta semifinal de Grand Slam. Ela venceu sua décima partida consecutiva ao vencer Magda Linette nas semifinais para chegar a sua primeira final importante. Na final, ela derrotou a atual campeã de Wimbledon, Elena Rybakina, em três sets para ganhar seu primeiro título de Grand Slam. Ela se tornou a terceira bielorrussa a ganhar um título individual de Grand Slam, e a primeira desde Victoria Azarenka, uma década atrás.
Em Dubai, Sabalenka derrotou Lauren Davis e Jelena Ostapenko para chegar às quartas de final, onde caiu para a eventual campeã Barbora Krejčíková em três sets. Ela então participou de Indian Wells, onde derrotou Evgeniya Rodina e se vingou de Krejčíková por sua última derrota em três sets. Em seguida, ela derrotou Coco Gauff e Maria Sakkari para chegar à sua primeira final de Indian Wells, onde perdeu para Elena Rybakina em uma revanche da final do Australian Open. Em Miami, ela passou bem por Shelby Rogers, Marie Bouzková e Barbora Krejcikova, todos os jogos em sets diretos. Porém, no jogo de quartas de final foi surpreendida por Sorana Cirstea perdendo o jogo em sets diretos.
Sua temporada em quadras de saibro teve início no torneio curto de Stuttgart, onde passou por Barbora Krejcikova nas oitavas, por Paula Badosa nas quartas e por Anastasia Potapova na semifinal, perdendo a final para Iga Swiatek em sets diretos. Em Madri ela obteve a revanche, passando por Sorana Cirstea e Camila Osorio nas primeiras rodadas, por  Mirra Andreeva nas oitavas, por Mayar Sherif nas quartas, por Maria Sakkari na semifinal chegando à final onde venceu Iga Swiatek. Já no torneio seguinte, o Aberto da Itália, ela ficou de "bye" na primeira rodada e foi eliminada na segunda por Sofia Kenin em sets diretos. Sabalenka teve um desempenho muito melhor no Aberto da França. Nas primeiras rodadas ela venceu Marta Kostyuk, Iryna Shymanovich [en] e  Kamilla Rakhimova. Nas oitavas venceu Sloane Stephens, nas quartas Elina Svitolina porém, na sequencia perdeu a semifinal para Karolína Muchová.
Sua temporada em quadras de grama foi curta. Sabalenka jogou o bett1 Open onde venceu Vera Zvonareva mas foi eliminada logo em seguida por Veronika Kudermetova. Com apenas esses dois jogos de preparação, seu desempenho em Wimbledon foi muito melhor. Ela passou por Panna Udvardy [en], Varvara Gracheva e Anna Blinkova nas primeiras rodadas. Nas oitavas venceu Ekaterina Alexandrova e nas quartas Madison Keys. Na semifinal perdeu para a eventual vice-campeã Ons Jabeur em um jogo de três sets.
De volta às quadras duras na América do norte, em Montreal, Sabalenka ficou de "bye" na primeira rodada, venceu bem Petra Martic na segunda mas perdeu na terceira para a eventual vice-campeã Liudmila Samsonova em jogo de três sets. No torneio seguinte em Cincinnati, ela chegou à semifinal onde perdeu para Karolína Muchová em jogo de três sets. No US Open, Sabalenka chegaria às semifinais ao derrotar Maryna Zanevska, Jodie Burrage,  Clara Burel, Daria Kasatkina e Zheng Qinwen em dois sets, perdendo apenas 21 games em todas as cinco partidas. Após essas vitórias, Sabalenka se tornou a primeira jogadora desde Serena Williams em 2016 a chegar às semifinais de todos os quatro eventos do Grand Slam em um ano. Ela enfrentou Madison Keys nas semifinais, se recuperando de um set e uma quebra contra e servindo para permanecer na partida quatro vezes nos dois sets finais. Em sua segunda final de Majors do ano, Sabalenka enfrentou Coco Gauff e perdeu de virada em três sets. Devido à perda da então número 1 do mundo, Iga Świątek, na quarta rodada, Sabalenka se tornou a tenista número 1 do mundo no final do torneio. Sabalenka foi a 29ª jogadora a ocupar o primeiro lugar no ranking da WTA, e a segunda bielorrussa, depois de Victoria Azarenka. Ela também se tornou a oitava jogadora a ficar em primeiro lugar na "Era Aberta" em simples e duplas em algum momento de suas carreiras.
Na temporada asiática, Sabalenka participou do Aberto da China e sem perder nenhum set, chegou às quartas de final, cuja partida contra Elena Rybakina ela acabou perdendo em sets diretos.
O próximo torneio de Sabalenka foi o WTA Finals no qual ficou na segunda colocação na fase de grupos depois de vencer Maria Sakkari em sets diretos na primeira rodada, perder para Jessica Pegula na segunda em sets diretos e vencer Elena Rybakina na terceira em jogo de três sets. Com isso chegou à semifinal contra Iga Świątek, jogo que perdeu em sets diretos. Já no final do ano, Sabalenka participou do torneio de exibição World Tennis League, e sua equipe, a "Kites" ficou com o vice-campeonato em uma disputa acirrada com a equipe campeã, a "Eagles".

### 2024: Bicampeã do Australian Open, campeã do US Open
Sabalenka iniciou a temporada no torneio Brisbane International, onde fez uma excelente campanha. Como cabeça de chave N° 1, ela ficou de "bye" na primeira rodada. Venceu Lucia Bronzetti na segunda, Zhu Lin na terceira, Daria Kasatkina nas quartas de final e Victoria Azarenka na semifinal, todos esses jogos sem perder nenhum set. Na final, enfrentou a cabeça de chave N° 2 Elena Rybakina não conseguindo impor o seu jogo, perdeu a partida em sets diretos ficando com o vice campeonato. Depois disso, Sabalenka partiu para o Australian Open, no qual como "cabeça de chave" N° 2, venceu a vinda da qualificatória Ella Seidel [en] na primeira rodada, outra vinda da qualificatória, a surpreendente Brenda Fruhvirtová [en] na segunda, a experiente Lesia Tsurenko na terceira (aplicando uma "bicicleta" na adversária) em apenas 52 minutos e Amanda Anisimova na quarta, todos esses jogos sem perder nenhum set. Seguiu vencendo, nas quartas de final Barbora Krejčíková, na semifinal venceu Coco Gauff também em sets diretos, porém mais equilibrados. E na final, contra Zheng Qinwen finalizou sua campanha perfeita em sets diretos, levantando seu segundo título consecutivo nesse Major sem ter perdido nenhum set na campanha, tornando-se a quinta mulher a obter esse feito nos anos 2000.
Prosseguindo sua campanha em quadras duras, agora no Oriente Médio, Sabalenka participou do Dubai Tennis Championships, no qual perdeu na primeira rodada para Donna Vekic, em jogo de três sets. No giro americano, chegou às oitavas de final em Indian Wells onde perdeu para Emma Navarro em jogo de três sets e em Miami, perdeu na segunda rodada para Caroline Garcia em outro jogo de três sets.
Sabalenka iniciou a temporada em quadras de saibro no Porsche Tennis Grand Prix onde venceu Paula Badosa na primeira rodada por desistência da adversária quando o jogo estava empatado no terceiro set e em seguida, perdeu nas quartas de final para Marketa Vondrousova em outro jogo de três sets. Seu próximo compromisso foi no Aberto de Madri, onde chegou à sua segunda final consecutiva nesse torneio, derrotando Magda Linette, Robin Montgomery [en] e a cabeça de chave N° 13 Danielle Collins, todas essas partidas decididas em três sets. Nas quartas de final, venceu Mirra Andreeva em sets diretos. Na semifinal ela venceu a cabeça de chave N° 4 Elena Rybakina em outro jogo de três sets decidido no "tiebreak". Na partida decisiva, enfrentou a cabeça de chave N° 1 Iga Swiatek, repetindo a final da temporada passada, mas dessa vez, acabou perdendo em novo jogo de três sets também decidido no "tiebreak". No Aberto de Roma, chegou à final, derrotando a vinda da qualificatória  Katie Volynets em jogo de três sets, a cabeça de chave N° 32 Dayana Yastremska em sets diretos e a cabeça de chave N° 16 Elina Svitolina, em jogo de três sets. Nas quartas de final, venceu  a cabeça de chave N° 9 Jeļena Ostapenko em sets diretos. Na semifinal ela venceu a cabeça de chave N° 13 Danielle Collins em outro jogo de sets diretos. Na partida decisiva, enfrentou a cabeça de chave N° 1 Iga Swiatek, mas dessa vez, acabou perdendo em mais um jogo de sets diretos, ficando com o vice-campeonato. Já no Aberto da França, como cabeça de chave N° 2, venceu Erika Andreeva, na primeira rodada em sets diretos, venceu a vinda da qualificatória, Moyuka Uchijima [en], na segunda, em outro jogo de sets diretos e venceu Paula Badosa, na terceira, mais uma vez em sets diretos. Nas oitavas de final, venceu a cabeça de chave N° 22, Emma Navarro, novamente em sets diretos, chegando às quartas de final. Nas quartas de final, enfrentou Mirra Andreeva, para quem acabou perdendo em jogo de três sets. Devido ao impedimento para Wimbledon, Sabalenka participou apenas do Berlim Ladies Open em quadras de grama, no qual como cabeça de chave N° 2, ficou de "bye" na primeira rodada, venceu Daria Kasatkina em seu jogo de estreia, mas foi obrigada a se retirar por contusão na partida seguinte, contra Anna Kalinskaya.
De volta às quadras duras na América do norte, Sabalenka participou do Washington DC Open, no qual, como cabeça de chave N° 1, passou por Kamilla Rakhimova em seu jogo de estreia, e por Victoria Azarenka, mas perdeu para Marie Bouzkova em sua semifinal. Depois disso, no Aberto do Canadá, como cabeça de chave N° 2, passou por Yuan Yue e por Katie Boulter, mas perdeu para Amanda Anisimova, nas quartas de final. Em seguida, no Cincinnati Open, como cabeça de chave N° 3, ficou de "bye" na primeira rodada, passou por Elisabetta Cocciaretto, Elina Svitolina e Liudmila Samsonova, para chegar às semifinais, onde enfrentou a cabeça de chave N° 1, Iga Świątek, jogo que venceu em sets diretos. Na final, enfrentou a cabeça de chave N° 6, Jessica Pegula, jogo que venceu em sets diretos, conquistando o título, sem perder nenhum set durante o torneio.
No US Open, Sabalenka continuou exibindo a boa forma, tendo passado por Priscilla Hon [en], Lucia Bronzetti, Ekaterina Alexandrova, Elise Mertens, Qinwen Zheng e Emma Navarro para chegar à final, perdendo apenas um set no processo. Na final, enfrentou Jessica Pegula, jogo que também venceu em sets diretos conquistando o título desse Major, inédito para ela.
Sabalenka deu início ao giro asiático no China Open, no qual, como cabeça de chave N° 1, chegou às quartas de final, onde perdeu para a eventual finalista Karolina Muchova em jogo de três sets. Seu próximo compromisso foi o Wuhan Open, mantendo a boa performance. Novamente, como cabeça de chave N° 1, ela passou por Kateřina Siniaková em sets diretos, por Yulia Putintseva em jogo de três sets, por Magdalena Fręch em sets diretos e por Coco Gauff em outro jogo de três sets, para chegar à final. Na final, enfrentou a favorita local, Zheng Qinwen, jogo que venceu em três sets, ficando com o tricampeonato e estabelecendo a marca de 17 partidas invicta nesse torneio.

### 2025: Bicampeã do Brisbane International
Sabalenka iniciou a temporada no torneio Brisbane International, no qual, como cabeça de chave N° 1, chegou à final sem perder nenhum set. Venceu Renata Zarazua [en], Yulia Putintseva, Marie Bouzkova nas quartas de final e Mirra Andreeva na semifinal. Na final, enfrentou a vinda da qualificatória, Polina Kudermetova [en], perdeu o primeiro set, mas se recuperou em seguida vencendo a partida em três sets conquistando o título.

## Representação nacional

### Fed Cup

#### Primeiras aparições
Sabalenka representou a Bielorrússia na Junior Fed Cup em 2014, com a equipe terminando em sexto lugar. Ela então fez sua estreia na Fed Cup pela Bielorrússia em abril de 2016, perdendo uma partida de duplas (apenas para cumprir tabela) contra a Rússia. No entanto, a equipe bielorrussa liderada por Victoria Azarenka e Aliaksandra Sasnovich venceu a eliminatória para se qualificar para o Grupo Mundial de primeira linha na temporada seguinte pela primeira vez em sua história.

#### 2017: Surpresa como vice-campeã na estreia no Grupo Mundial
A seleção da Bielorrússia na Fed Cup fez sua estreia no Grupo Mundial e finalmente chegou à final, apesar de ser o azarão nas três eliminatórias. Pouco se esperava da equipe, pois estava sem a veterana líder Azarenka, que perdeu as duas primeiras eliminatórias por licença maternidade e a última por causa de uma batalha pela custódia. Sem ela, a Bielorrússia era liderada por Sabalenka e Sasnovich, nenhuma das quais havia sido classificada acima do No. 76 na época da final. No entanto, elas tiveram a vantagem de jogar todas as partidas em casa, em Minsk.
As disputas nas quartas de final contra a Holanda em fevereiro e nas semifinais contra a Suíça em abril foram disputados da mesma maneira. Enquanto Sabalenka perdeu suas partidas de abertura para as respectivas jogadoras de alto escalão de seus oponentes, Kiki Bertens e Timea Bacsinszky, Sasnovich foi capaz de dar à Bielorrússia uma vantagem de 2–1 em cada instância. Sabalenka então conquistou as duas disputas, com vitórias sobre Michaëlla Krajicek e a N° 54 Viktorija Golubic, respectivamente. Ela estava apenas na 125ª posição na época da semifinal, sem nenhuma vitória em uma partida da turnê fora da Fed Cup.

"Nunca senti tanta emoção em uma partida. Quando você joga em casa e está perdendo por 0–1 e precisa vencer e lutar consigo mesmo ... Comecei a chorar porque era uma partida tão importante. "

—Sabalenka sobre sua vitória na Fed Cup sobre Stephens.
No primeiro dia da final contra os Estados Unidos, Sabalenka derrotou a então atual campeã do US Open e número 13 do mundo, Sloane Stephens, para empatar a disputa depois que Sasnovich perdeu sua primeira disputa para a N° 10, CoCo Vandeweghe. O dia seguinte começou com Sabalenka perdendo para Vandeweghe, antes de Sasnovich empatar novamente ao derrotar Stephens. Sabalenka e Sasnovich foram então selecionados para as duplas decisivas para a coroa da Fed Cup, mas a dupla foi derrotada por Vandeweghe e Shelby Rogers.
Apesar de terminar como vice-campeã, o sucesso da Bielorrússia na Fed Cup ajudou a popularizar o tênis feminino na Bielo-Rússia e colocou Sabalenka e Sasnovich em destaque internacional. Sasnovich disse: "Quando jogamos as quartas e semifinais em Minsk, muitas pessoas vinham ver nossas partidas. Eles finalmente viram o tênis na vida e é como uma popularização ... Quero que meu país melhore ainda mais no tênis, porque acho que podemos ter ainda mais da Bielorrússia".

#### 2018–19: Evitando o rebaixamento, outra semifinal
A Bielo-Rússia não conseguiu repetir o sucesso na Fed Cup de 2017 em 2018. A eliminatória das quartas de final foi realizada em Minsk contra a Alemanha. Embora Sabalenka tenha vencido as duas disputas de simples, Sasnovich e Vera Lapko perderam cada uma delas para estabelecer uma disputa de duplas decisiva. Sabalenka e a especialista em duplas Lidziya Marozava [en] foram selecionadas para a partida, com Sabalenka jogando em um breve descanso logo após sua última partida de simples. Depois de ganhar o primeiro set contra Anna-Lena Grönefeld e Tatjana Maria, elas acabaram perdendo a disputa e o desempate.
A próxima eliminatória foi novamente disputada em Minsk como parte dos play-offs do Grupo Mundial, com a Eslováquia competindo para ocupar o lugar da Bielo-Rússia no Grupo Mundial na temporada seguinte. Sabalenka e Sasnovich dividiram suas duas disputas de simples, com Sabalenka sendo derrotada por Viktória Kužmová [en]. As especialistas em duplas Lapko e Marozava foram escolhidos para a final e a dupla venceu a partida para manter a Bielo-Rússia no Grupo Mundial de 2019.
Na Fed Cup de 2019, a Bielorrússia empatou com a Alemanha nas quartas de final pelo segundo ano consecutivo. Depois que Sasnovich venceu a partida de abertura contra Maria, Sabalenka venceu ambas as partidas de simples contra Andrea Petkovic e Laura Siegemund para consumar o empate. Elas avançaram para enfrentar a Austrália nas semifinais. Apenas duas jogadoras de cada equipe participaram: Sabalenka e Azarenka pela Bielorrússia, e Ashleigh Barty e Samantha Stosur pela Austrália. Sabalenka e Azarenka derrotaram Stosur, mas perderam para Barty. Nas duplas decisivas, Barty e Stosur venceram em três sets para eliminar a Bielorrússia.

## Estilo de jogo

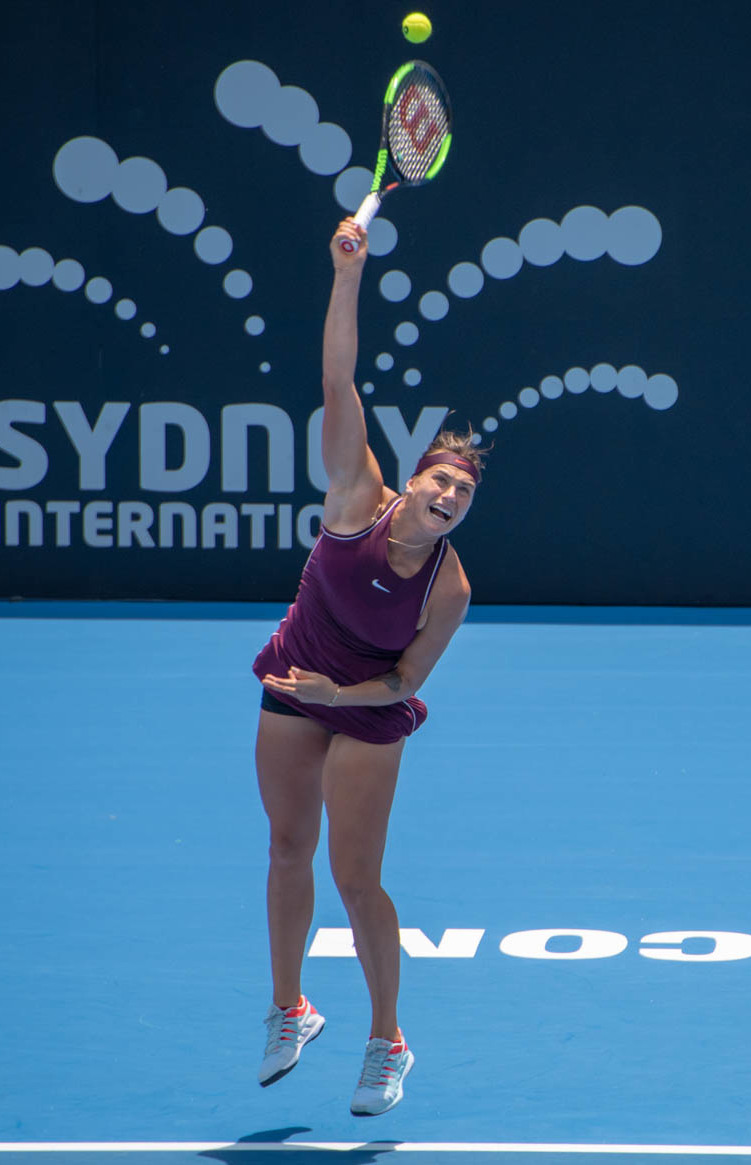
Sabalenka sacando, 2019.

Sabalenka é uma jogadora de linha de base. Ela tem um saque poderoso e golpes de solo igualmente poderosos, e seu jogo é baseado em acertar os winners de golpes de solo. Ela disse: "Espero que todos os meus golpes sejam fortes, mas meu saque, acho que é o melhor". O saque forte de Sabalenka, que pode chegar a 194 km/h (124 mph), permite que ela saque um grande número de ces; em 2020, ela ficou em terceiro lugar entre todas as jogadoras em termos de aces sacados, com 165. Seu saque, porém, é inconsistente levando a uma alta contagem de duplas faltas; ela efetuou 166 duplas faltas em 2020, mais do que qualquer outra jogadora. Sabalenka sofreu visívelmente com o chamado "yips [en]" nos WTA Finals de 2021 e 2022, cometendo 152 duplas faltas em 11 partidas, uma média de 14 duplas faltas por partida. Seu segundo saque começou a apresentar melhorias a partir de agosto de 2022, tendo trabalhado com um especialista em biomecânica após o Aberto do Canadá de 2022. No geral, Sabalenka cometeu 440 duplas faltas em 2022. Seus golpes de base são frequentemente efetuados com ritmo e profundidade implacáveis. A locutora de tênis e ex-jogadora profissional Mary Carillo elogiou o poder de seu estilo de jogo junto com sua atitude feroz, descrevendo seu jogo como "a personificação do tênis de uma grande garota". Embora Sabalenka tenha a capacidade de acertar muitos winners, eles podem ser acompanhados por muitos erros não forçados. Em sua primeira vitória entre as dez primeiras da carreira contra Karolína Plíšková, ela acertou 40 winners e cometeu 39 erros não forçados. Sua segunda vitória entre as dez primeiras da carreira contra Caroline Wozniacki foi semelhante, com 64 winners e 54 erros não forçados. Seu treinador, Dmitry Tursunov, creditou sua melhora no verão de 2018 ao desenvolver uma melhor seleção de golpes. Ele disse: "O mais importante é que ela parou de tentar acertar um winner a cada golpe".
Sabalenka prefere jogar na grama e quadras duras. Ela comentou: "Este ano [em 2017] joguei pela primeira vez em quadras de grama [durante Wimbledon]. E gostei muito. Gostei do meu jogo nas quadras de grama, a sensação da grama, isso é bom. Acho que meu o jogo é adequado para grama e para quadras duras. No saibro, ela chegou às finais de simples e duplas no Ladies Open Lugano 2018. Ela ganhou seu primeiro título em quadra de saibro no Aberto de Madri de 2021.
Sabalenka frequentemente acompanha seus golpes com grunhidos altos. Ela disse: "Sinceramente, nem me ouço quando estou batendo." No entanto, ela expressou sua esperança de que seus grunhidos não perturbassem seus oponentes. No Australian Open de 2018, a torcida da casa zombou desse seu hábito em uma partida contra a australiana Ashleigh Barty.

## Treinadores
Sabalenka trabalhou com Khalil Ibrahimov por dois anos até o início de 2018. Nesse ponto, ela começou a trabalhar com os ex-tenistas profissionais suecos Magnus Norman e Magnus Tideman [en]. Dmitry Tursunov se tornou seu treinador principal a tempo para a temporada de quadra de grama em 2018. Sabalenka se separou brevemente de Tursunov após o US Open de 2019. Embora eles tenham se reunido no final do ano, ela tornou a separação permanente no final da temporada. Sabalenka trabalhou brevemente com Dieter Kindlmann antes de trocar de treinador para seu parceiro de longa data e compatriota Anton Dubrov [en].

## Patrocínios
Sabalenka foi patrocinada pela Nike para vestuário e calçados desde o início de sua carreira profissional. Ela também é patrocinada pela Wilson, especificamente usando a linha de raquetes "Wilson Blade". Em janeiro de 2024, Sabalenka fechou parceria e se tornou embaixadora da marca Oakberry (rede global de "superfood" baseada em açaí) e tem previsão de fazer promoções nos torneios ao longo da temporada com "receitas" cridas pela tenista.

## Vida pessoal
Sabalenka tem uma tatuagem de tigre no braço esquerdo. Essa tatuagem lhe rendeu o apelido de "The Tiger", que ela usou para se referir a si mesma. Sabalenka estudou na Universidade Estatal da Bielorrússia em um programa relacionado a esportes. Seus ídolos do tênis eram Serena Williams e Maria Sharapova.

### Visões políticas
Em agosto de 2020, durante os protestos bielorrussos de 2020–2021, Sabalenka criticou o governo de Alexander Lukashenko ao condenar a dispersão de protestos pacíficos e apelar para a não violência. Sabalenka elogiou separadamente o governo bielorrusso por "tudo o que é feito pelo país em geral e pelo esporte em particular". Em 2020, durante protestos generalizados após a disputada eleição, Sabalenka assinou uma carta aberta afirmando que o esporte deveria permanecer fora da política. Seguiu-se uma carta aberta de figuras esportivas bielorrussas exigindo que a eleição fosse invalidada. Sabalenka reiterou sua postura não política e se distanciou do apoio de Lukashenko após sua vitória no Australian Open de 2023.
Após o início da invasão russa da Ucrânia, Sabalenka expressou apoio ao povo ucraniano e usando fitas coloridas da Ucrânia: "Sinto que as pessoas precisam de nosso apoio. Só espero que entendam que estamos todos realmente preocupados. Acho até que 'triste' nem é a palavra certa". Em janeiro de 2023, a respeito da guerra e do  banimento de jogadores russos e bielorrussos no Torneio de Wimbledon de 2022, Sabalenka afirmou: "Só entendo que não é minha culpa". Em maio de 2023, Sabalenka afirmou seu apoio ao fim da guerra na Ucrânia, afirmando "Se eu pudesse parar a guerra, eu o faria, mas infelizmente isso não está em minhas mãos".

## Finais

### Circuito WTA
| Categoria        | S   | D   | DM  |
| ---------------- | --- | --- | --- |
| Grand Slam       | 3–1 | 2–0 | 0–0 |
| Fim de temporada | 1–1 | 0–0 | —   |
| Jogos Olímpicos  | 0–0 | 0–0 | 0–0 |
| WTA 1000         | 4–0 | 2–1 | —   |
| WTA 500          | 4–4 | 2–0 | —   |
| WTA 250          | 2–2 | 0–1 | —   |

| Piso    | S    | D   | DM  |
| ------- | ---- | --- | --- |
| duro    | 11–3 | 5–1 | 0–0 |
| saibro  | 0–1  | 0–1 | 0–0 |
| grama   | 0–1  | 0–0 | 0–0 |
| carpete | 0–0  | 0–0 | 0–0 |

#### Simples: 24 (14 títulos, 10 vices)
| Status | V–D   | Data                    | Torneio                              | Cidade/país                       | Categoria        | Piso           | Adversária            | Resultado       |
| ------ | ----- | ----------------------- | ------------------------------------ | --------------------------------- | ---------------- | -------------- | --------------------- | --------------- |
| Venceu | 14–10 | 7 de setembro de 2024   | US Open                              | Nova Iorque, EUA                  | Grand Slam       | Duro           | Jessica Pegula        | 7–5, 7–5        |
| Venceu | 13–10 | 27 de Janeiro de 2024   | Aberto da Austrália                  | Melbourne, Austrália              | Grand Slam       | Duro           | Qinwen Zheng          | 6–3, 6–2        |
| Perdeu | 12–10 | 9 de setembro de 2023   | US Open                              | Nova Iorque, EUA                  | Grand Slam       | Duro           | Coco Gauff            | 6–2, 3–6, 2–6   |
| Perdeu | 12–9  | 19 de Março de 2023     | WTA de Indian Wells                  | Indian Wells, EUA                 | WTA 1000         | Duro           | Elena Rybakina        | 6–7(11–13), 4-6 |
| Venceu | 12–8  | 23 de Janeiro de 2023   | Aberto da Austrália                  | Melbourne, Austrália              | Grand Slam       | Duro           | Elena Rybakina        | 4–6, 6–3, 6–4   |
| Venceu | 11–8  | Janeiro de 2023         | WTA de Adelaide                      | Adelaide, Austrália               | WTA 500          | Duro           | Linda Nosková         | 6–3, 7–6(7–4)   |
| Perdeu | 10-8  | dezembro de 2022        | WTA Finals                           | Fort Worth, EUA                   | Fim de temporada | Duro           | Caroline Garcia       | 6–7(4–7), 4–6   |
| Perdeu | 10–7  | Junho de 2022           | WTA de 's-Hertogenbosch              | Rosmalen, Países Baixos           | WTA 250          | Grama          | Ekaterina Alexandrova | 5–7, 0–6        |
| Perdeu | 10–6  | Abril de 2022           | WTA de Stuttgart                     | Stuttgart, Alemanha               | WTA 500          | Saibro         | Iga Świątek           | 2–6, 2–6        |
| Venceu | 10-5  | 26 de maio de 2021      | WTA de Madri                         | Madri, Espanha                    | WTA 1000         | Saibro         | Ashleigh Barty        | 6–0, 3–6, 6–4   |
| Perdeu | 9–5   | Abril de 2021           | WTA de Stuttgart                     | Stuttgart, Alemanha               | WTA 500          | Saibro         | Ashleigh Barty        | 6–3, 0–6, 3–6   |
| Venceu | 9–4   | 13 de janeiro de 2021   | Abu Dhabi WTA Women's Tennis Open    | Abu Dhabi, Emirados Árabes Unidos | WTA 500          | duro           | Veronika Kudermetova  | 6–2, 6–2        |
| Venceu | 8–4   | 15 de novembro de 2020  | Upper Austria Ladies Linz            | Linz, Áustria                     | International    | duro (coberto) | Elise Mertens         | 7–5, 6–2        |
| Venceu | 7–4   | 25 de outubro de 2020   | J&T Banka Ostrava Open               | Ostrava, Tchéquia                 | Premier          | duro (coberto) | Victoria Azarenka     | 6–2, 6–2        |
| Venceu | 6–4   | 29 de fevereiro de 2020 | Qatar Total Open                     | Doha, Catar                       | Premier 5        | duro           | Petra Kvitová         | 6–3, 6–3        |
| Venceu | 5–4   | 27 de outubro de 2019   | Hengqin Life WTA Elite Trophy Zhuhai | Zhuhai, China                     | Fim de temporada | duro (coberto) | Kiki Bertens          | 6–4, 6–2        |
| Venceu | 4–4   | 28 de setembro de 2019  | Wuhan Open                           | Wuhan, China                      | Premier 5        | duro           | Alison Riske          | 6–3, 3–6, 6–1   |
| Perdeu | 3–4   | 4 de agosto de 2019     | Mubadala Silicon Valley Classic      | San José, Estados Unidos          | Premier          | duro           | Zheng Saisai          | 3–6, 36–7       |
| Venceu | 3–3   | 5 de janeiro de 2019    | Shenzhen Open                        | Shenzhen, China                   | International    | duro           | Alison Riske          | 4–6, 7–62, 6–3  |
| Venceu | 2–3   | 29 de setembro de 2018  | Dongfeng Motor Wuhan Open            | Wuhan, China                      | Premier 5        | duro           | Anett Kontaveit       | 6–3, 6–3        |
| Venceu | 1–3   | 25 de agosto de 2018    | Connecticut Open                     | New Haven, Estados Unidos         | Premier          | duro           | Carla Suárez Navarro  | 6–1, 6–4        |
| Perdeu | 0–3   | 30 de junho de 2018     | Nature Valley International          | Eastbourne, Reino Unidos          | Premier          | grama          | Caroline Wozniacki    | 5–7, 56–7       |
| Perdeu | 0–2   | 15 de abril de 2018     | Samsung Open                         | Lugano, Suíça                     | International    | saibro         | Elise Mertens         | 5–7, 2–6        |
| Perdeu | 0–1   | 15 de outubro de 2017   | Tianjin Open                         | Tianjin, China                    | International    | duro           | Maria Sharapova       | 5–7, 86–7       |

#### Duplas: 8 (6 títulos, 2 vices)
| Status | V–D | Data                    | Torneio                | Cidade/país                  | Categoria         | Piso           | Parceira          | Adversárias                           | Resultado        |
| ------ | --- | ----------------------- | ---------------------- | ---------------------------- | ----------------- | -------------- | ----------------- | ------------------------------------- | ---------------- |
| Venceu | 6–2 | Junho de 2021           | WTA de Berlim          | Berlim, Alemanha             | WTA 500           | Grama          | Victoria Azarenka | Nicole Melichar Demi Schuurs          | 4–6, 7–5, [10–4] |
| Venceu | 5–2 | 19 de fevereiro de 2021 | Australian Open        | Melbourne, Austrália         | Grand Slam        | duro           | Elise Mertens     | Barbora Krejčíková Kateřina Siniaková | 6–2, 6–3         |
| Venceu | 4–2 | 25 de outubro de 2020   | J&T Banka Ostrava Open | Ostrava, Tchéquia            | Premier           | duro (coberto) | Elise Mertens     | Gabriela Dabrowski Luisa Stefani      | 6–1, 6–3         |
| Perdeu | 3–2 | Setembro de 2019        | Wuhan Open             | Wuhan, China                 | Premier 5         | duro           | Elise Mertens     | Duan Yingying Veronika Kudermetova    | 36–7, 2–6        |
| Venceu | 3–1 | Setembro de 2019        | US Open                | Nova York, Estados Unidos    | Grand Slam        | duro           | Elise Mertens     | Victoria Azarenka Ashleigh Barty      | 7–5, 7–5         |
| Venceu | 2–1 | Março de 2019           | Miami Open             | Miami, Estados Unidos        | Premier Mandatory | duro           | Elise Mertens     | Samantha Stosur Zhang Shuai           | 7–65, 6–2        |
| Venceu | 1–1 | Março de 2019           | BNP Paribas Open       | Indian Wells, Estados Unidos | Premier Mandatory | duro           | Elise Mertens     | Barbora Krejčíková Kateřina Siniaková | 6–3, 6–2         |
| Perdeu | 0–1 | Abril de 2018           | Samsung Open           | Lugano, Suíça                | International     | saibro         | Vera Lapko        | Kirsten Flipkens Elise Mertens        | 1–6, 3–6         |

### Circuito WTA 125K

#### Simples: 1 (1 título)
| Status | V–D | Data             | Torneio         | Cidade/país    | Piso | Adversária       | Resultado |
| ------ | --- | ---------------- | --------------- | -------------- | ---- | ---------------- | --------- |
| Venceu | 1–0 | Novembro de 2017 | L&T Mumbai Open | Bombaim, Índia | duro | Dalila Jakupović | 6–2, 6–3  |

#### Duplas: 1 (1 título)
| Status | V–D | Data             | Torneio         | Cidade/país   | Piso              | Parceira             | Adversárias                   | Resultado         |
| ------ | --- | ---------------- | --------------- | ------------- | ----------------- | -------------------- | ----------------------------- | ----------------- |
| Venceu | 1–0 | Novembro de 2017 | Taipei OEC Open | Taipé, Taiwan | carpete (coberto) | Veronika Kudermetova | Monique Adamczak Naomi Broady | 2–6, 7–65, [10–6] |

### Circuito ITF

#### Simples: 8 (5 títulos, 3 vices)
| Status | V–D | Data              | Cidade/país         | Categoria | Piso              | Adversária            | Resultado      |
| ------ | --- | ----------------- | ------------------- | --------- | ----------------- | --------------------- | -------------- |
| Perdeu | 5–3 | Março de 2017     | Shenzhen, China     | 60 000    | duro              | Ekaterina Alexandrova | 2–6, 5–7       |
| Venceu | 5–2 | Novembro de 2016  | Toyota, Japão       | 50 000    | carpete (coberto) | Lizette Cabrera       | 6–2, 6–4       |
| Venceu | 4–2 | Maio de 2016      | Tianjin, China      | 50 000    | duro              | Nina Stojanović       | 5–7, 6–3, 6–1  |
| Perdeu | 3–2 | Fevereiro de 2016 | Perth, Austrália    | 25 000    | duro              | Arina Rodionova       | 1–6, 1–6       |
| Venceu | 3–1 | Dezembro de 2015  | Pune, Índia         | 25 000    | duro              | Viktoria Kamenskaya   | 6–3, 6–4       |
| Perdeu | 2–1 | Dezembro de 2015  | Nova Bombaim, Índia | 25 000    | duro              | Barbara Haas          | 26–7, 66–7     |
| Venceu | 2–0 | Outubro de 2015   | Antália, Turquia    | 10 000    | duro              | Nicoleta Dascălu      | 6–4, 46–7, 7–5 |
| Venceu | 1–0 | Setembro de 2015  | Antália, Turquia    | 10 000    | duro              | Daiana Negreanu       | 6–3, 7–5       |

#### Duplas: 2 (1 título, 1 vice)
| Status | V–D | Data            | Cidade/país       | Categoria | Piso | Parceira         | Adversárias                  | Resultado        |
| ------ | --- | --------------- | ----------------- | --------- | ---- | ---------------- | ---------------------------- | ---------------- |
| Venceu | 1–1 | Outubro de 2015 | Antália, Turquia  | 10 000    | duro | Vivien Juhászová | Ayla Aksu                    | 6–1, 6–3         |
| Perdeu | 0–1 | Abril de 2015   | Heraklion, Grécia | 10 000    | duro | Tamara Čurović   | Sharrmadaa Baluu Lee Pei-chi | 6–4, 3–6, [2–10] |